# Campoctonus corruptus
Campoctonus corruptus är en stekelart som först beskrevs av Cresson 1872.  Campoctonus corruptus ingår i släktet Campoctonus och familjen brokparasitsteklar. Inga underarter finns listade.